# Reichenburg
Reichenburg é uma comuna da Suíça, no Cantão Schwyz, com cerca de 2.838 habitantes. Estende-se por uma área de 11,57 km², de densidade populacional de 245 hab/km². Confina com as seguintes comunas: Benken (SG), Bilten (GL), Schübelbach.
A língua oficial nesta comuna é o Alemão.

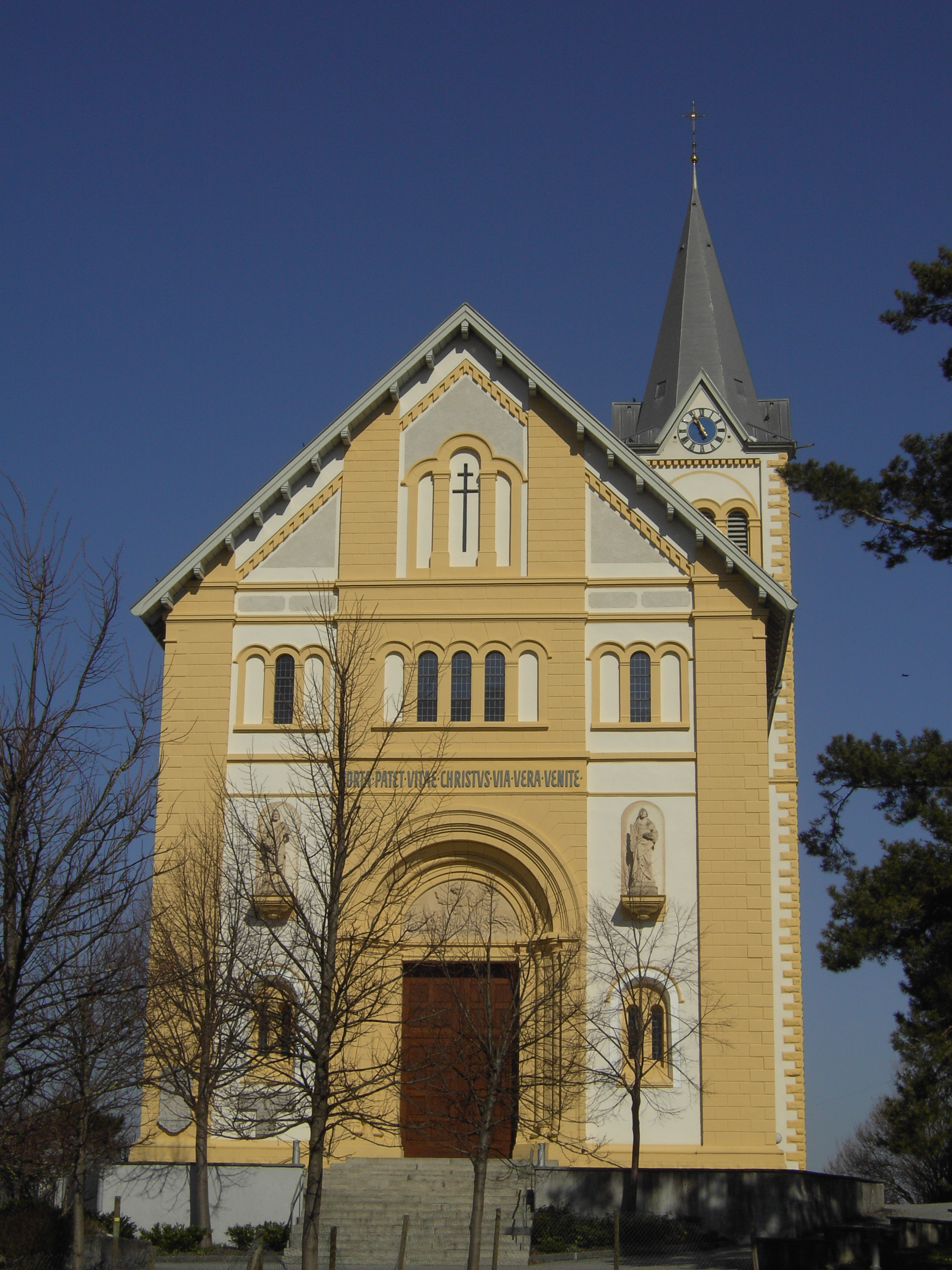
Kirche Reichenburg.